# A-IX-2
A-IX-2 (ili heksal) je ruski eksploziv koji se koristi u savremenim ruskim vojnim granatama. Sastoji se od 73% RDX-a sa 23% aluminijumskog praha, flegmatizovanog sa 4% voska.  To je homogena, slobodno tečna, nehigroskopna, čelično siva supstanca. Hekal se aktivno koristi za opremanje moderne municije, uključujući i rusku vojsku. Njegov relativni faktor efektivnosti je 1,54. 
U upotrebi je Crvene armije od Drugog svetskog rata.

## Istorija
Izmislio sovjetski inženjer Evgenij Grigorijevič Ledin 1938-40. U početku je koristio halovaks i hloronaftalen kao flegmatizator. Aktivno ga je koristila sovjetska vojska i nastavlja da ga koriste Oružane snage Rusije.

## Karakteristike
- Gustina opterećenja - 1650-1750 kg/m³.
- Temperatura eksplozije je 5.000 °C (9.030 °F; 5.270 K), tačka paljenja je 207 °C (405 °F; 480 K).
- Specifična energija eksplozivne transformacije je 6,35 - 6,48 MJ/kg.
- Specifična zapremina produkata eksplozije je 0,75 m³/kg.
- Brzina detonacije pri gustini: ρ 0 = 1800 kg/m³ - 8400 m/s; ρ 0 = 1730 kg/m³ - 8000 m/s; ρ 0 = 1700 kg/m³ - 7900 m/s [3].

## Spoljašnje veze
- „The Russian Ammunition Page”. Архивирано из оригинала 2009-10-22. г.